# مومان پایین (کنارک)
۲۵°۳۳′۵۷″ شمالی ۶۰°۲۸′۴۵″ شرقی / ۲۵٫۵۶۵۸۳°شمالی ۶۰٫۴۷۹۱۷°شرقی
مومان پایین، روستایی از توابع بخش مرکزی شهرستان کنارک در استان سیستان و بلوچستان ایران است.

## جمعیت
این روستا در دهستان بانسنت قرار دارد و براساس سرشماری عمومی نفوس و مسکن در سال ۱۳۹۵، جمعیت آن برابر با ۳۳۷ نفر (۸۶ خانوار) بوده‌است.